# Фанагория

Греческий город Фанагория, наряду с другими греческими колониями по северному побережью Чёрного моря.

Фанаго́рия (др.-греч. Φαναγόρεια) — древнегреческая колония. Была расположена на берегу Керченского пролива, на Таманском полуострове в 25 км к северо-востоку от Гермонассы. Служила второй после Пантикапея (азиатской) столицей эллинистического Боспорского царства. После входила в состав Византийской империи, затем Хазарского каганата. Руины — городище неподалёку от современного посёлка Сенной в Краснодарском крае. В апреле 2014 года создан Государственный историко-археологический музей-заповедник «Фанагория». В XVIII—XIX вв. название Фанагория, Фанагорийская крепость ошибочно с точки зрения исторической преемственности прикладывалось к позднему российскому укреплению, возведённому в 1794 году на месте турецкого укрепления Хункала / Таман в Тамани.

## Античность
Древние греки полагали, что Фанагория была основана на острове ныне не существующего архипелага Корокондамита ок. 543 г. до н. э. теосцами, вытесненными из родных мест нашествием Кира, и получила название по имени одного из их предводителей, Фанагора. Во времена Перикла город занимал не менее 75 гектаров, треть этой территории ныне находится под водой, где ведутся подводные раскопки. Экономическое благополучие Фанагории было основано на торговле (преимущественно зерном) со скифами и местными меотскими племенами, а именно с синдами.
В начале IV в. до н. э. земли синдов, не исключая и Фанагории, вошли в состав Боспорского царства. Поначалу столицей царства был избран Пантикапей на западном берегу Таманского пролива, однако со временем Фанагория получила статус второй («азиатской») столицы царства, а к началу нашей эры стала наиболее значительным городом царства, как в политическом, так и в экономическом аспекте.
Во время Митридатовых войн фанагорийцы приняли сторону Римской республики, за что их город был осаждён понтийским царём Фарнаком II. Именно в Фанагории вспыхнуло восстание против Митридата Великого и, незадолго до его смерти, сыновья знаменитого властителя были вынуждены сдать твердыню на милость восставших.
В 2004 году в подводном раскопе было найдено надгробие жены Митридата Гипсикратии, которая по-видимому, погибла во время восстания.
При раскопках археологи обнаружили надпись, в которой местная царица восхваляет Октавиана Августа как «императора, цезаря, сына бога, бога Августа, блюстителя всех земель и морей».
В I в. до н. э. Фанагория называлась Агриппией, будучи переименована царём Полемоном I в честь зятя Октавиана Августа полководца Марка Випсания Агриппы.

## Раннее средневековье
Ставка на римских правителей позволила Фанагории сохранять ведущую роль в Причерноморском регионе вплоть до начала Великого переселения народов, когда город подвергся разграблению гуннами.
Традиционно считается, что булгарский хан Кубрат в VII веке избрал Фанагорию столицей основанной им Великой Булгарии. Однако в византийских источниках ничего не говорится о Фанагории как о столице Великой Булгарии, которая располагалась в Приазовских степях. Фанагория же в это время входила в состав Византийской империи. Именно через Фанагорию осуществлялась связь между Византией и Великой Булгарией.
В конце VII в. Фанагория входит в состав Хазарского каганата — контроль над городом, по-видимому, осуществлял хазарский тудун.
В 2020-х годах сообщалось об обширных новых находках
В Фанагории поселился изгнанный в 695 году из Константинополя император Юстиниан II — ему предоставил убежище зять, каган Ибузир Гляван. Впоследствии Юстиниан вернулся в Византию и возвратил себе престол.
Существование в средневековой Фанагории иудейской общины, известное по письменным источникам, было подтверждено находкой в слое конца IX — начала X века амфоры с клеймом, нанесённым на свинцовую пломбу, залитую в одну из ручек сосуда, процарапанное граффити и нанесённый чёрной краской дипинто на тулове. Надпись на свинцовой пломбе определили как древнееврейскую.
В начале X века Фанагория была заброшена жителями вследствие влияния природных факторов — повышения уровня моря (судьба Фанагории дала толчок развитию гипотезы Фанагорийской регрессии) и занесения русел Кубани. Фанагория уступила первенство на полуострове соседней Таматархе-Тмутаракани, куда и переселились жители.
В XI веке на руинах Фанагории существовало небольшое поселение.
В XVI—XVIII веках здесь же находилось поселение, входившее в состав Османской империи.

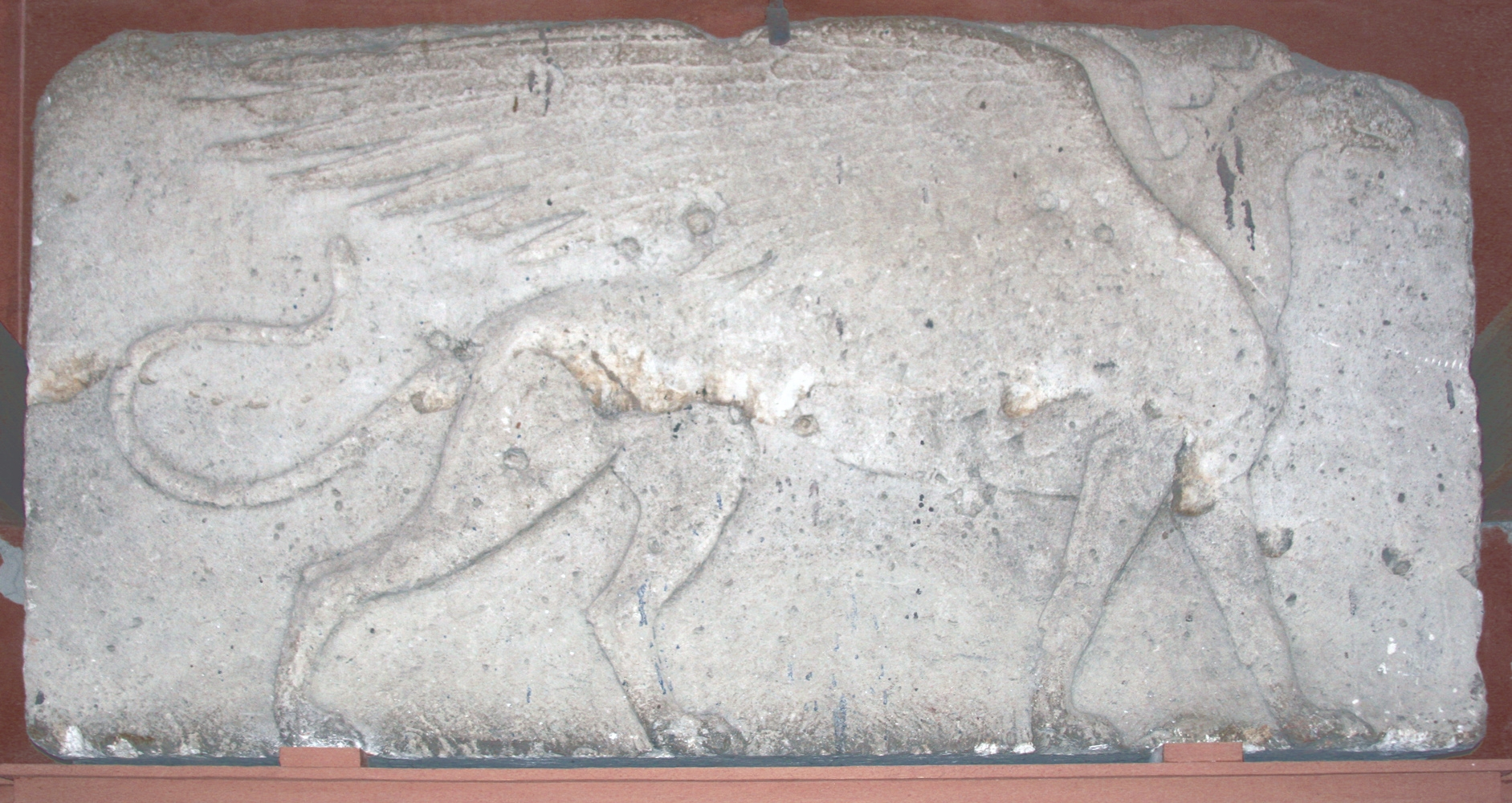
Фанагорийское известняковое надгробие с грифоном, конец IV — начало III века до нашей эры

## Раскопки

Арибаллический лекиф в виде сфинкса из кургана Большая Близница. Ок. 375 г. до н. э. Керамика, роспись. Один из 26 подобных предметов, обнаруженных в женском некрополе («Жрица Деметры») около Фанагории. Эрмитаж, Санкт-Петербург

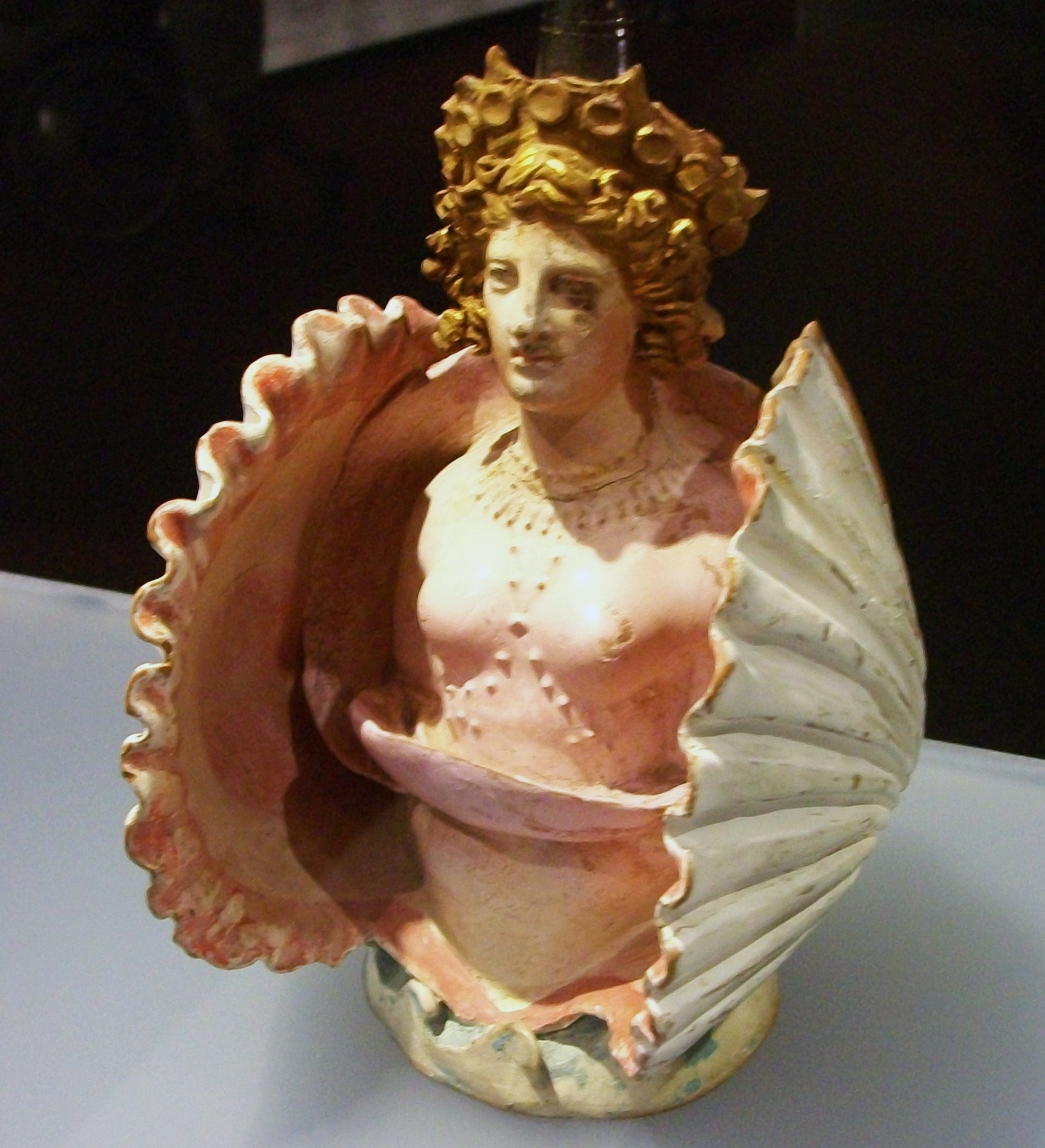
Керамический сосуд в виде Афродиты в раковине из Аттики, Классическая Греция. Обнаружен в раскопках некрополя Фанагории, Таманский полуостров (Боспорское царство). 1-я четверть IV века до н. э. Эрмитаж, Санкт-Петербург

Площадь, занимаемая городищем Фанагория, составляет до 60 га.
Местонахождение Фанагории было установлено ещё в XVIII в. в связи с находками пьедесталов мраморных статуй Афродиты. Действительно, Гекатей Абдерский и Страбон сообщают о местном святилище Афродиты как о наиболее значительном в Северном Причерноморье. В 1822 году солдаты раскопали на территории Фанагории крупный курган, внутри которого их ожидала богатая нажива — древние предметы из серебра и золота.
Этот случай привлёк к Фанагории внимание учёной общественности, однако раскопки XIX века нельзя назвать строго научными — каждый год «любители древностей» сравнивали с землёй до 12 курганов. В одном из царских курганов сохранилась каменная камера (3,7 х 3,75 х 4,7 метров) с фрагментами стенописи, имитирующей мрамор. По сторонам от входа — большие каменные короба с костями четырёх коней, а также упряжью и сёдлами из золота и бронзы. Обширный материал для изучения культуры синдов даёт раскопанный в 1860-х гг. курган Большая Близница, в котором была погребена жрица Деметры.
В ходе исследования огромного некрополя, окружающего территорию древнего города с трёх сторон, было обнаружено несколько тысяч захоронений. Изобилие мраморных и кипарисовых саркофагов — свидетельство богатства античной Фанагории. В советское время исследованием Фанагории руководил (с 1936 года) В. Д. Блаватский. Одной из наиболее неожиданных находок новейшего периода стала табличка из синагоги времён императора Клавдия.
Раскопки ведутся ежегодно с 1936 года, единственный перерыв был сделан на время войны. Руководители экспедиции: В. Д. Блаватский, М. М. Кобылина, В. Ю. Долгоруков, А. А. Завойкин. В настоящее время исследования древнего города ведёт Фанагорийская комплексная археологическая экспедиция Института археологии РАН (руководитель — зав. отделом классической археологии ИА РАН, д.и.н. Кузнецов В. Д.).
Большой урон древним постройкам Фанагории наносят жители станицы Сенная, которые разбирают их на камень для фундаментов своих жилищ.
С 2004 года археологическая экспедиция в Фанагории проводится при поддержке российского промышленника Олега Дерипаски.
В 2009 году на раскопе «Верхний город» (Фанагорийский акрополь) Таманской экспедиции под руководством Кузнецова В. Д. удалось обнаружить, предположительно, дворец царя Митридата VI Евпатора, сгоревший в древности. За три года до этого археологам посчастливилось найти в затопленной части города мраморное надгробие с могилы Гипсикратии, жены Митридата. Через 450 лет после её смерти надгробие оказалось в море, его использовали для сооружения фундамента порта. Эти находки позволили специалистам в деталях восстановить события (восстание и пожар), которые ранее были известны только по рассказам древних историков.
Необычную находку удалось обнаружить в 2016. Археологи обнаружили фрагменты мраморной стелы с надписью на древнеперсидском языке. Предполагают, что надпись была сделана по приказу царя Дария I в первой половине V века до н. э. Это первый древнеперсидский текст, найденный на территории России. Судя по контексту, стела была создана после поражения Милета в Ионийском восстании. Победа над Милетом стала поводом, дабы напомнить подданным о нерушимости власти персидского царя, который приказал выбить соответствующую надпись на стеле. Предполагают, что стела была установлена в Милете. Позднее она была сломана и части камня в качестве корабельного балласта попали в Фанагорию. Её фрагменты, по мнению ученых, и найдены сейчас в Фанагории.
Во время полевого сезона 2018 года археологами был обнаружен алтарь. Комплекс датируется временем основания Фанагории — около середины VI в. до н. э. Представляет собой одно из древнейших и уникальных древнегреческих святилищ на территории России.
В результате раскопок 2019 года учеными обнаружены новые уникальные артефакты. Подводным отрядом Фанагорийской экспедиции обнаружен корабль, пролежавший на дне Таманского залива больше двух тысяч лет. Это, наверное, единственный сохранившийся в мире военный корабль II—I веков до н. э. из тех, что найдены к настоящему времени. Корабль останется под специальным саркофагом на дне залива, а по сохранившемуся деревянному каркасу можно воссоздать военное судно древней цивилизации, копии которого появятся в музеях мира. На земле обнаружены фрагменты мраморного стола и купели христианского храма V—VI веков, по которым можно воссоздать стол и каменную купель для музея Фанагории.
В 2020 году нумизматическая коллекция Фанагории, сформировавшаяся в предыдущих сезонах, пополнилась новыми находками золотых византийский монет, арабским серебром — дирхамом багдадского халифа, сребреником киевского князя Владимира Святославича, обнаруженным в непосредственной близости от Фанагории. Интересно, что часть найденных золотых солидов сильно обрезана по краям, что объясняется распространённым в Византийской империи мошенничеством среди лиц, имевших дело с крупными суммами. Византийские, арабские и древнерусские деньги из Фанагории свидетельствуют об активной торговле на Таманском полуострове в VIII—XI вв..
В 2024 году СМИ сообщили, что археологи обнаружили на территории Фанагории древнейшую в мире синагогу за пределами Ближнего Востока. Предположительно найденную синагогу возвели не позднее I века нашей эры, в эпоху «Второго Храма» (с 516 года до нашей эры по 70 год нашей эры).